# 橘園洲駅
橘園洲駅（きつえんしゅうえき）は、中華人民共和国福建省福州市倉山区に位置する福州地下鉄2号線の駅である。

## 歴史
- 2019年4月26日：開業[1]。

## 隣の駅
福州地下鉄
■2号線
厚庭駅 -橘園洲駅 -洪湾駅